# أنطوان ويرتز

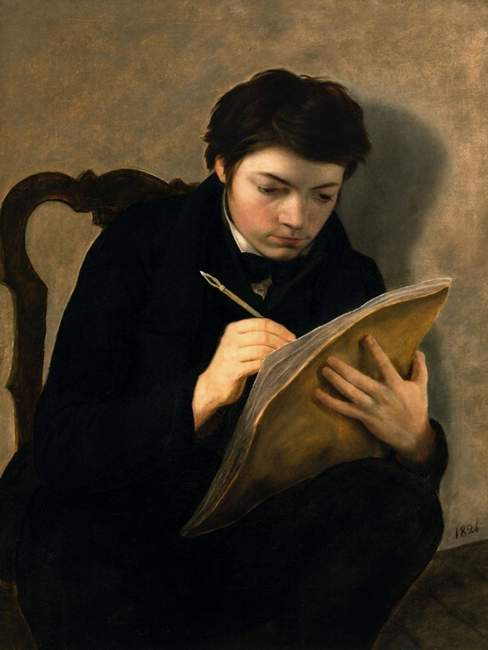
لوحة ذاتية لويرتز وهو في عمر الثامنة عشرة، رسمها عام 1824

أنطوان ويرتز  رسام بلجيكي ومن أشهر رواد الرومانسية في القرن التاسع عشر، ولد في دينانت بتاريخ 22 فبراير/شباط عام 1806، وفي وقت مبكر من حياته أبدى اهتماما كبيرا في الرسم فدخل إلى أكاديمية أنتفرب وهو في الرابعة عشرة من عمره. وخلال دراسته في أنتفرب والتي كانت تعتبر عاصمة الفن في منطقة الفلاندرز تأثر كثيراً بأعمال الرسام الشهير بيتر بول روبانس، وبدء من هناك مسيرته الفنية ليترك لاحقاً بصماته الواضحة في تاريخ الفن الرومانسي.
عام 1828 احتل ويرتز المركز الثاني في مسابقة روما (لطلاب الفنون)، أصابه ذلك بخيبة أمل كبيرة فقرر السفر إلى فرنسا ليكتشف أعمال سادة الفن هناك. وفي عام 1832 دخل مسابقة روما مجدداً ليفوز بالمركز الأول هذه المرة، فسافر إلى إيطاليا ليعاين ويدرس أعمال مايكل أنجلو ورفائيل وليوناردو دا فينشي وغيرهم.
تشبع ويرتز بالرومانسية وقدم عام 1839 في صالون باريس لوحته (باتروكل) والتي كان قد عمل عليها في روما، إلا أنه تعرض لنقد شديد وحازم مما دفعه لمغادرة فرنسا بشكل نهائي.
ومع عودته إلى بلجيكا استقر في مدينة لياج حيث اتخذ كنيسة مهجورة كورشة له، وفيها حقق حلمه برسم لوحات ذوات قياسات كبيرة. وفي عام 1844 عقب وفاة والدته انتقل أنطوان ويرتز للسكن في بروكسل حيث التقى بوزير الداخلية شارل روجيه، وكان هذا الأخير يشجع الفنون المختلفة في البلاد في سياق تكوين هوية الأمة البلجيكية الفتية. ومع أن ويرتز كان يبتغي صنع مجده الشخصي أكثر من ذاك الذي لبلاده إلا أنه انخرط بإخلاص في هذا المشروع الوطني، وافتتح ورشة فنية ممولة من خزينة الدولة تحولت لاحقا لمتحف حمل اسمه.
بعد أن مرض ويرتز ابتعد شيئاً فشيئاً عن الغوص في المسائل الميثولوجية والدينية والتاريخية، لينشغل أكثر بالقضايا الاجتماعية أو لمعالجة طروحات فلسفية أكثر عمقاً. فكان الشقاء والانتحار وألم الاحتضار والحرب والإغواء هي من أهم الموضوعات التي تناولها في أعماله في تلك الفترة معبراً من خلالها عن آلامٍ داخلية عميقة. ولكن الموت كان في أغلب الأوقات هو أكثر ما يشغل باله، فكان يتطرق إليه بطريقة وحشية أحياناً وبطريقة هزلية في أحيانٍ أخرى.
توفي أنطوان ويرتز عام 1865 في ورشته في بروكسل وكانت كلماته الأخيرة «إهزم رفائيل».

## أعمال لأنطوان ويرتز

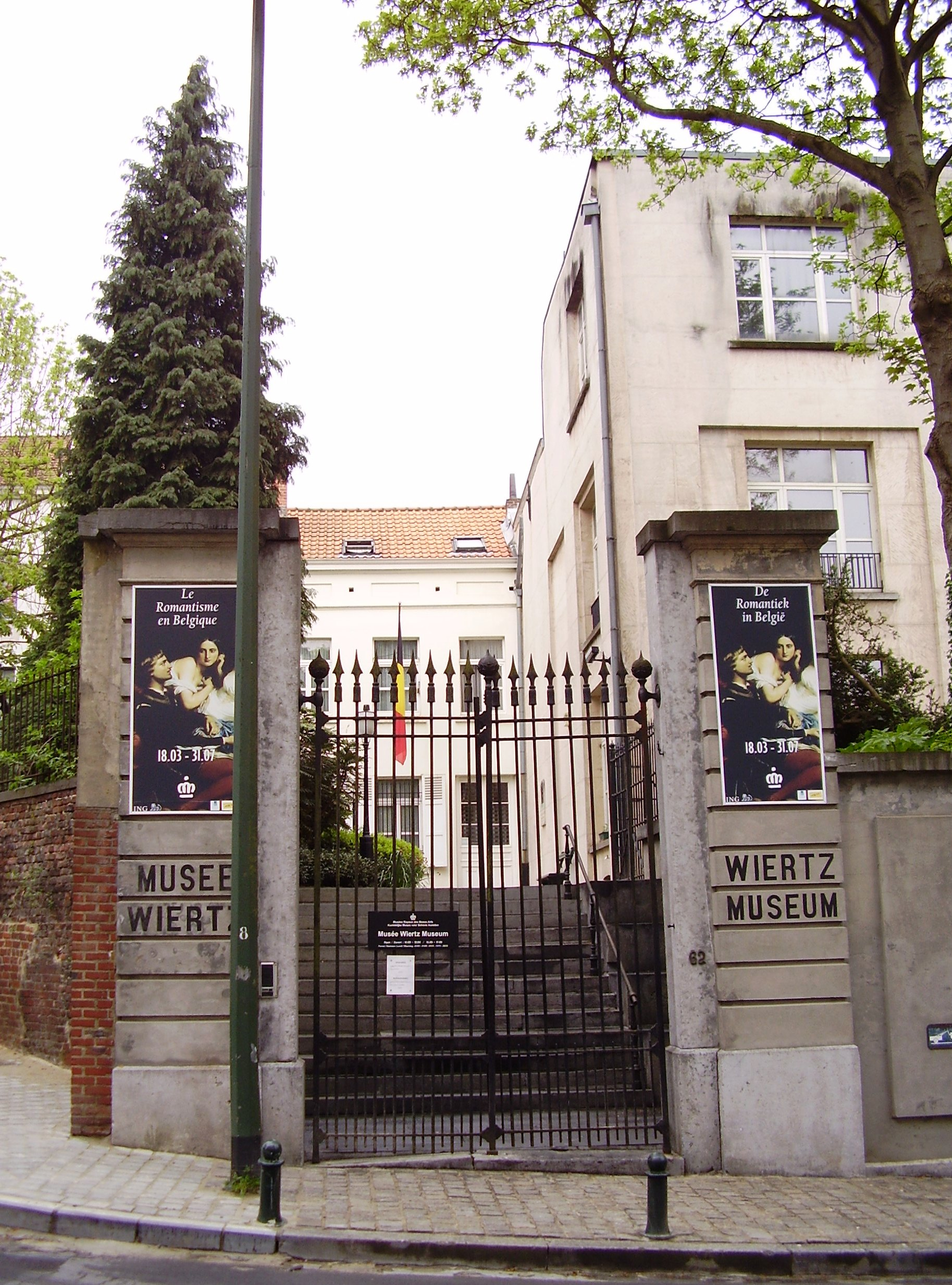
متحف ويرتز في بروكسل

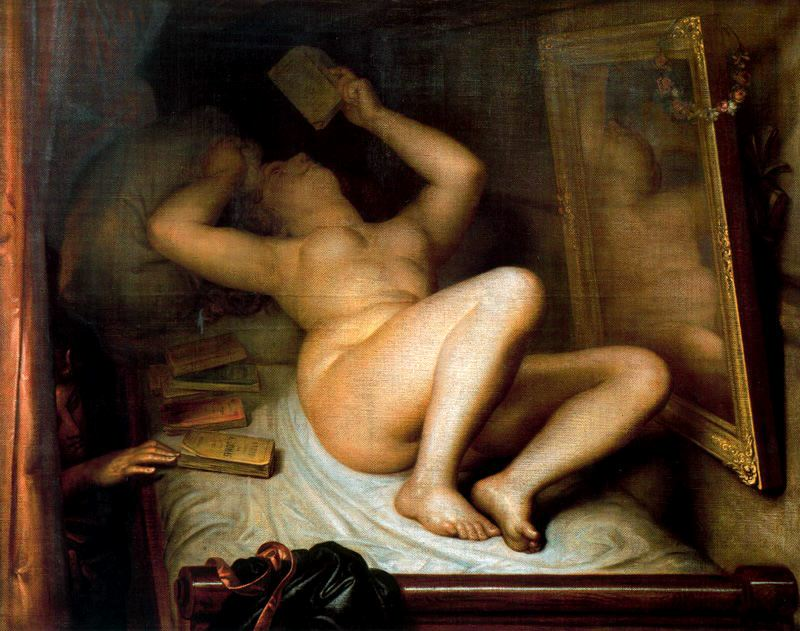
قارئة الروايات 1853
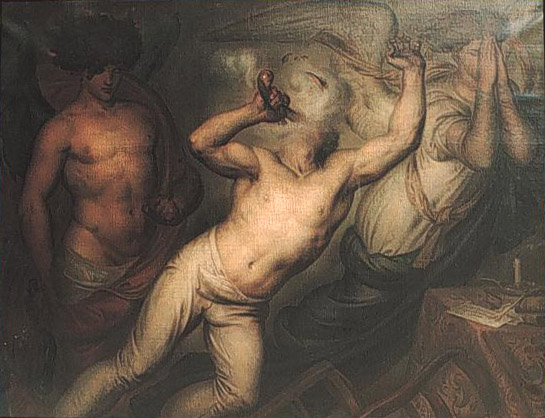
انتحار 1854
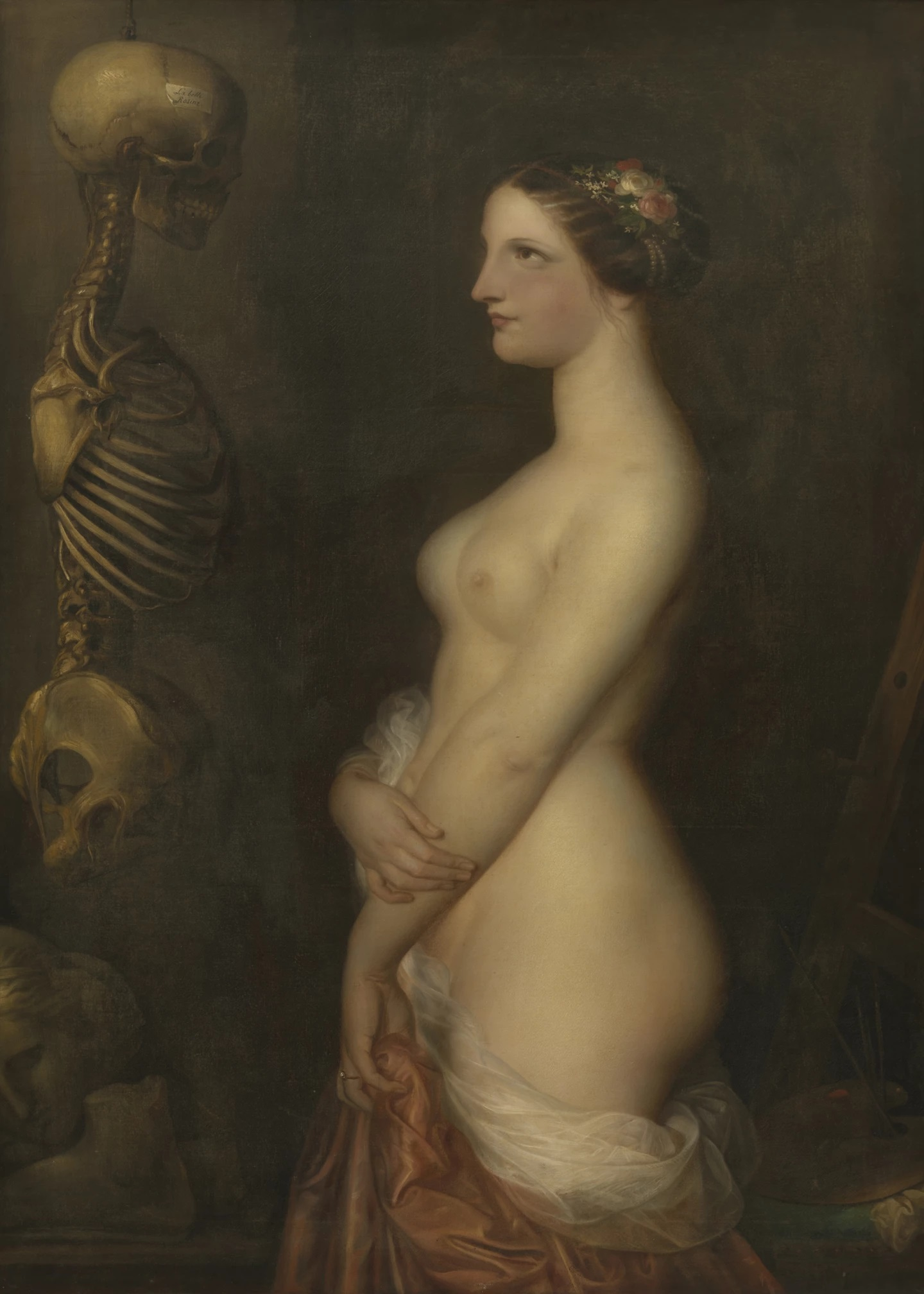
الصبيتين أو روزين الجميلة 1847

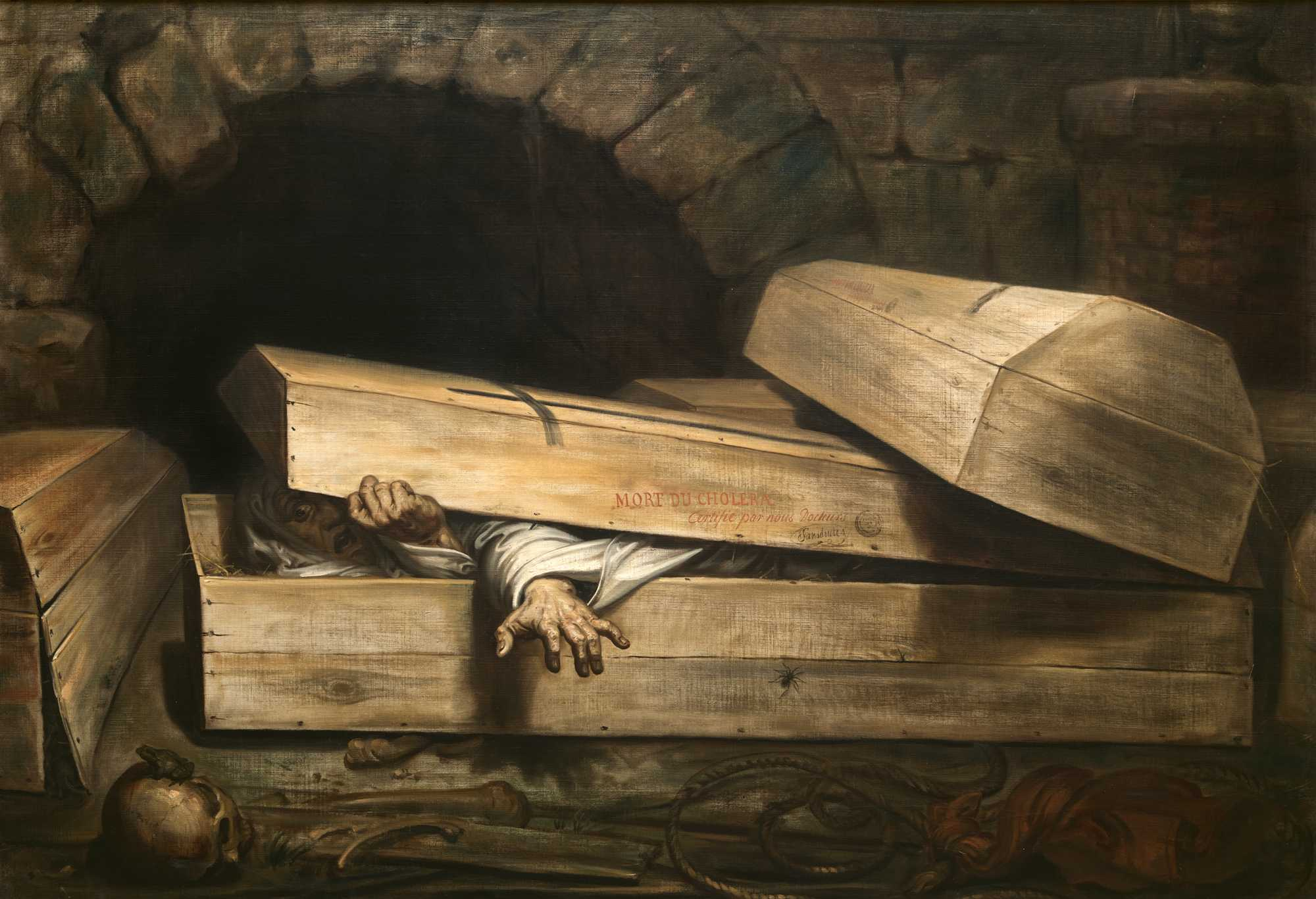
الدفن على عجلة 1854
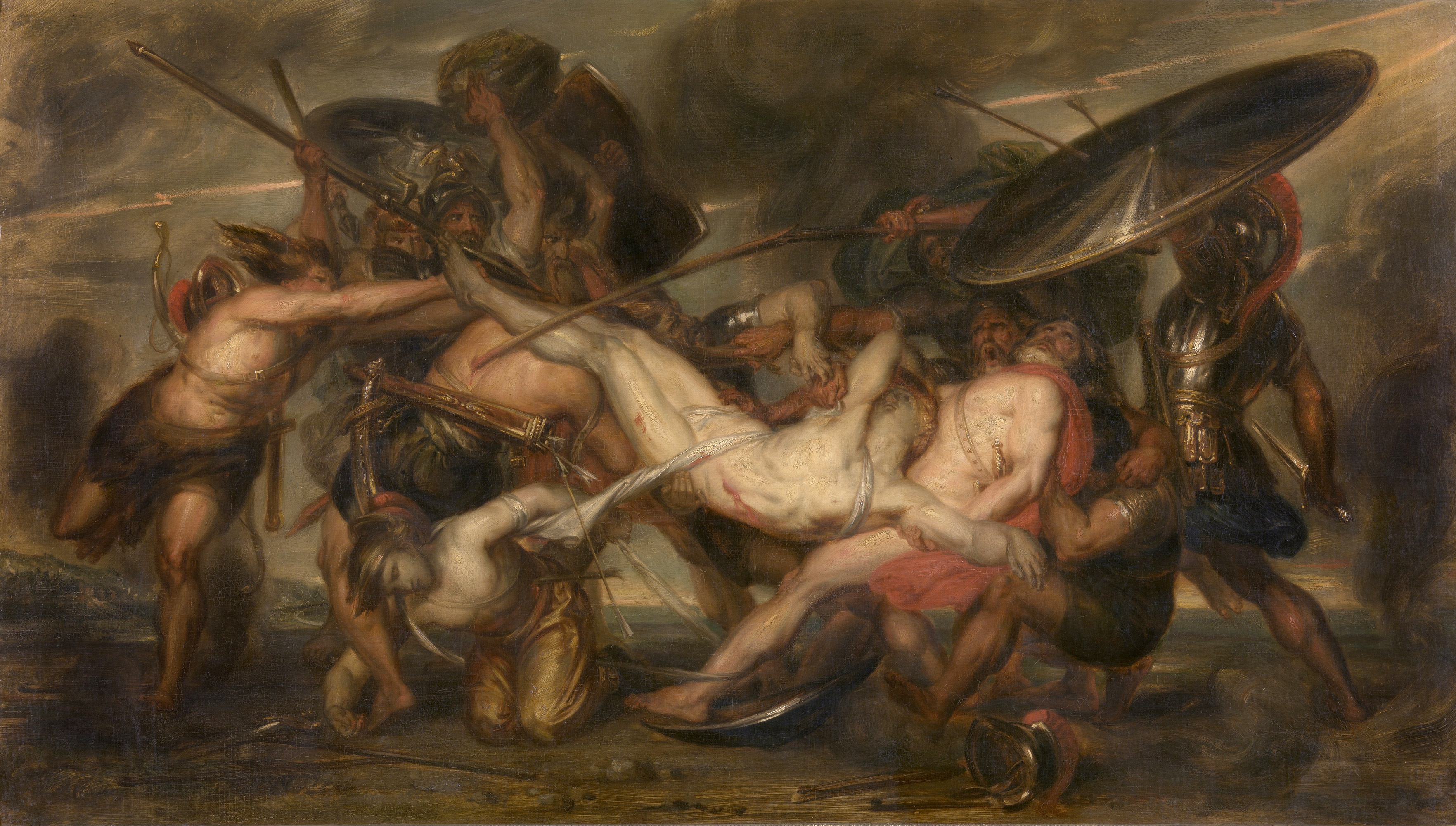
اليونانيون والطرواديون يتصارعون على جسد باتروكال 1844-1845

## وصلات خارجية
- أنطوان ويرتز على موقع ديسكوغز (الإنجليزية)
- متحف الفنون الجميلة البلجيكي، أعمال أنطوان ويرتز
- سيرة حياة أنطوان ويرتز (باللغة الفرنسية)